# Туркменський килим

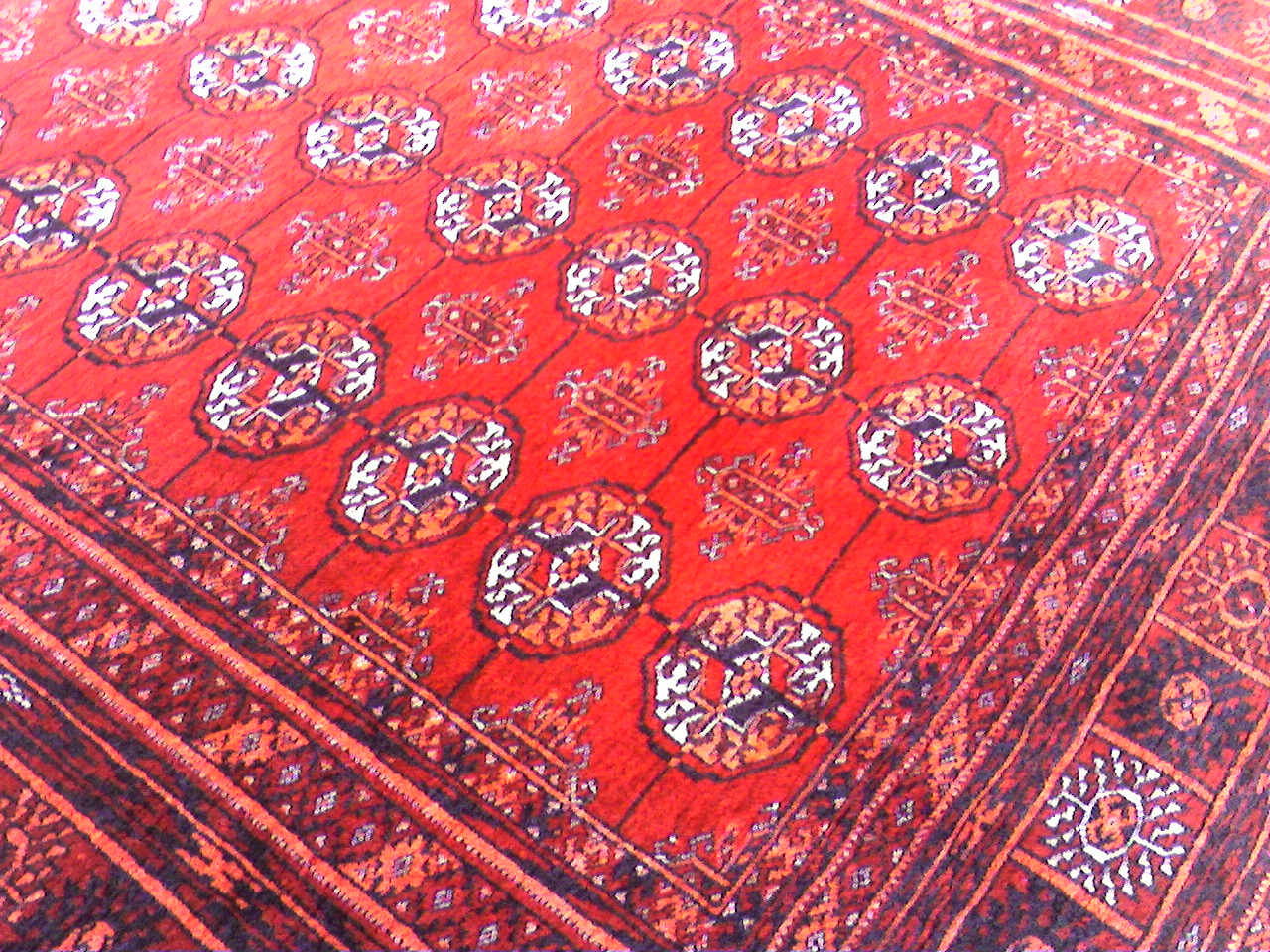
Туркменський килим

Туркменський килим (туркм. Türkmen haly) — килим ручної роботи, який виготовляють туркмени. Крім Туркменістану, такий килим виготовляють в Ірані, Пакистані, Афганістані, Узбекистані та Таджикистані, де живе туркменське населення. Головними особливостями цього килиму є його краса, міцність та довговічність. У Туркменістані килим був затверджений як один із національних символів країни та оголошений державним надбанням.

## Історія

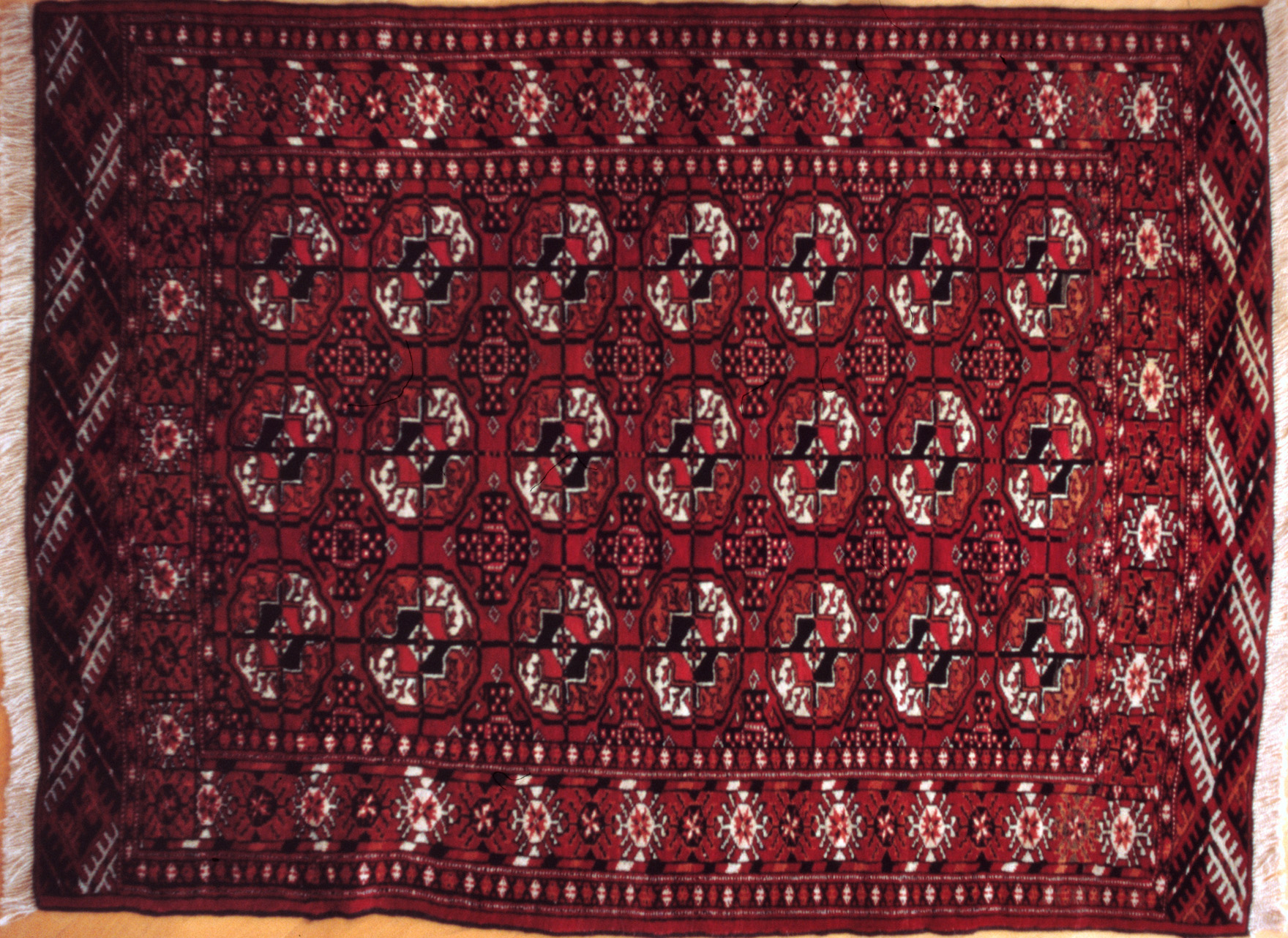
Туркменський килим племені теке

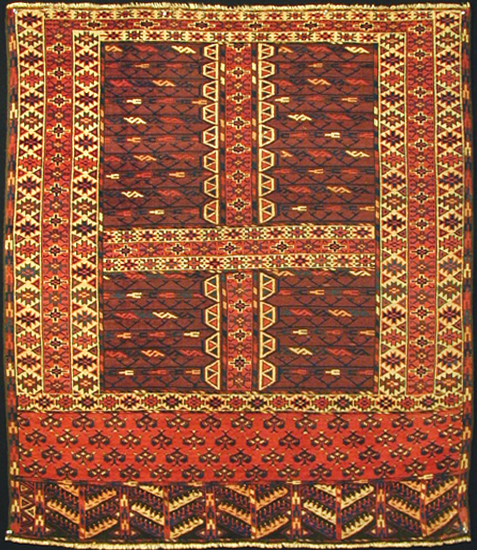
Туркменський килим племені йомуд

Вважається, що візерунки туркменського килиму ідентичні візерункам на кераміці IV тис. до н.е. Древній килим, який зберігся, датований V тис. до н.е. та належить пазирикській культурі. Туркменські килими, які ще називають парфянськими, перськими та бухарськими, відомі у різних країнах світу. У той же час деякі дослідники відрізняють геометричний характер туркменських (бухарських та пазирикських) килимів від рослинних орнаментів перських аналогів.
Відомий італійський мандрівник Марко Поло, які побував у XIII ст. в Туркменістані, в XXI главі свого твору «Книга про різноманіття світу», яка розповідає про його подорожі Азією, писав, що в Туркменістані виробляють найтонші та найгарніші у світі килими, а також у цій країні тчуть відмінні, багаті матерії червоного та інших кольорів.
Туркменські килими виготовлялись у стародавні часи туркменськими племенами з різною метою, у тому числі для юрт, дверних завісів та мішків різного розміру. Вони були зроблені повністю із шерсті, з геометричними візерунками, які відрізнялись в залежності від племені. Найбільш відомими племенами є йомуди, ерсарі, сарикі, салори та текінці. До 1910 року барвники для кольорів були здебільшого рослинного походження, а потім почали використовувати синтетичні барвники разом з натуральними. Туркменський килим символізував владу та достаток, а також мав сакральне значення.

## Сучасне килимарство
Наприкінці XX століття килимарство займає провідне місце в економіці Туркменістану. Серед сучасних килимів виділяється найбільший у світі килим, виготовлений вручну, загальною площею 301 кв.м. Він був виготовлений у 2001 році. А в 2003 році цей килим потрапив до Книги рекордів Гіннесу.
Сьогодні килим прикрашає лише стіни та підлогу, а у далекі часи килимами утеплювали стіни та підлогу юрти, розділяли приміщення та прикрашали верблюдів та коней. 

## Візерунки та призначення килиму

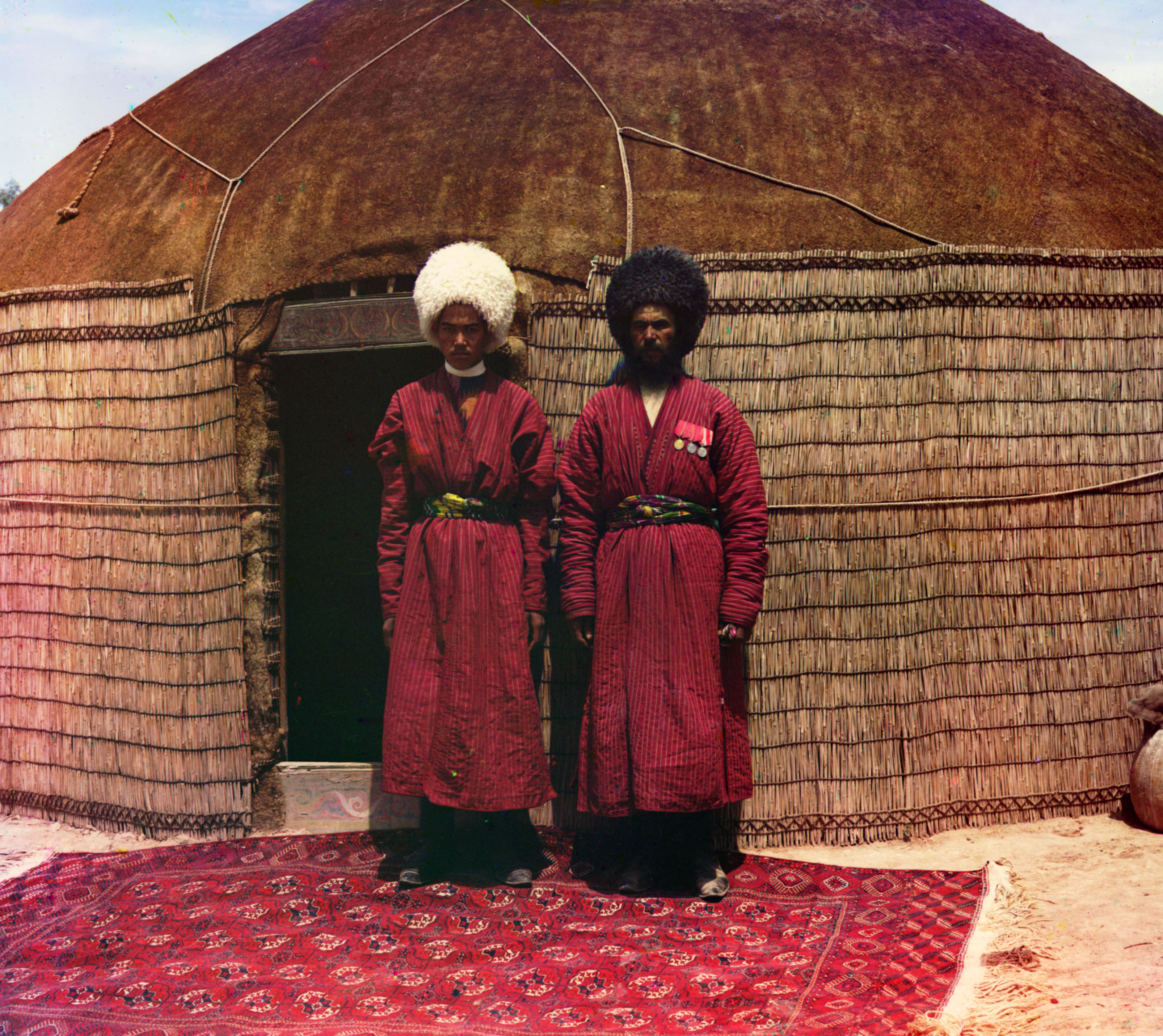
Два туркмени стоять на килимі біля входу в юрту (1905-1915)

Класичний туркменський килим має темно-червоне забарвлення, а також коричневий та синій колір, та геометричний орнамент. Чорний колір – це колір ліній, якими орнамент відділяється від інших орнаментів. До елементів, які повторюються відноситься «гель» – восьмикутна фігура, також є присутніми хрести, ступінчасті піраміди та зигзаги, а також стилізовані зображення тварин (барани, верблюди, коні).
Походження орнаментальних візерунків туркменських килимів має реалістичні основи. У килимових візерунках у стилізованому вигляді килимарниці відображали навколишню реалістичну дійсність. Ці візерунки мають визначену стійкість протягом багатьох століть та виражений національний характер.
Композиційна побудова у всіх туркменських килимах однакова: вони мають центральне поле, де розташовані великі візерунки – «гелі» та обрамлені кайми, маленькі візерунки яких відрізняються від візерунків центру. Свої назви туркменські килими отримали від назви головного візерунка – «геля».
Народна мудрість говорить: «Вода – життя туркмена, кінь – крила туркмена, килим – душа туркмена». Нараховується приблизно 80 найменувань килимових виробів, які мають утилітарне призначення. Починаючи з перших днів появи на світ, килим супроводжує туркмена протягом усього життя: дітей вкладають спати у килимову люльку – «салланчак»; в останню путь туркмена проводжають, завертаючи в килим «аятлик». Великими килимами (хали) прикрашають помешкання, застилаючи підлогу та навішуючи на стіни; вхід у помешкання прикрашають килимовими виробами «гапилик» (П-образна форма) та «ецсі» (занавіс на дверний отвір), на порозі натягують «гермеч», площу навколо вогнища застилають «ожак баши»; домашнє начиння зберігають у «торбах» – настінних килимових виробах; в дорогу беруть «хоржун» – перемітну сумку; зерно зберігають в «чувалах» – мішках, фураж для коня насипають в «ат торба». На свята коня прикрашають наседільник «кейнекче», попона «гевусбент»; прикрашення верблюда складають «дуехали» (вироби трикутної форми, які причіплюються на бока тварини), «дуедизлик» (на коліна), «манлайлик» (на лоб). Наречену привозять в «кежебелик» (весільний паланкін). Сіль зберігають у «дуз торба» (спеціальному мішку), веретено тримають у сумці «ікселік», для зберігання одягу використовують «гарчин», для молитви – «намазлик», в якості чохла для зброї та музичних інструментів використовують «тупен гап» та «дуга гап» тощо.

## Традиції

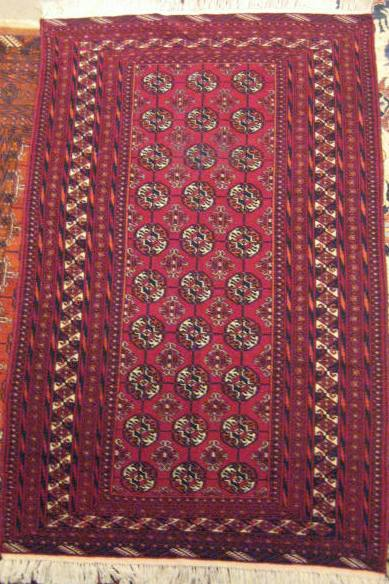
Туркменський килим

Жінки-туркменки вкладають усю душу в виготовлення килимового виробу, не забуваючи про традиції національного килимарства, які зберігаються донині. Туркмени з ремесла піднесли килимарство до рівня мистецтва.
Вважається неповагою народних традицій, якщо дівчина у родині не переймає ремесло від старших жінок та килимарство на одному з поколінь зупиняється. У туркменських родинах мати з раннього віку починають готувати своїм дочкам посаг у вигляді килимових виробів. Дівчина на виданні повинна вміти ткати килими своїми руками й бути готовою показати рідним нареченого своє уміння. Дівчину-наречену при виході з батьківського дому садять на килим, а поряд сідають тітки та інші жінки. При цьому рідні нареченого дарують їм подарунки та солодощі. У день весілля наречену увозять до будинку нареченого, посадивши на килим «кежебелік». У будинку нареченого придане нареченої оцінюється за красою та якістю (оглядини приданого зазвичай супроводжуються жартами та приказками). Умілих майстринь хвалять.

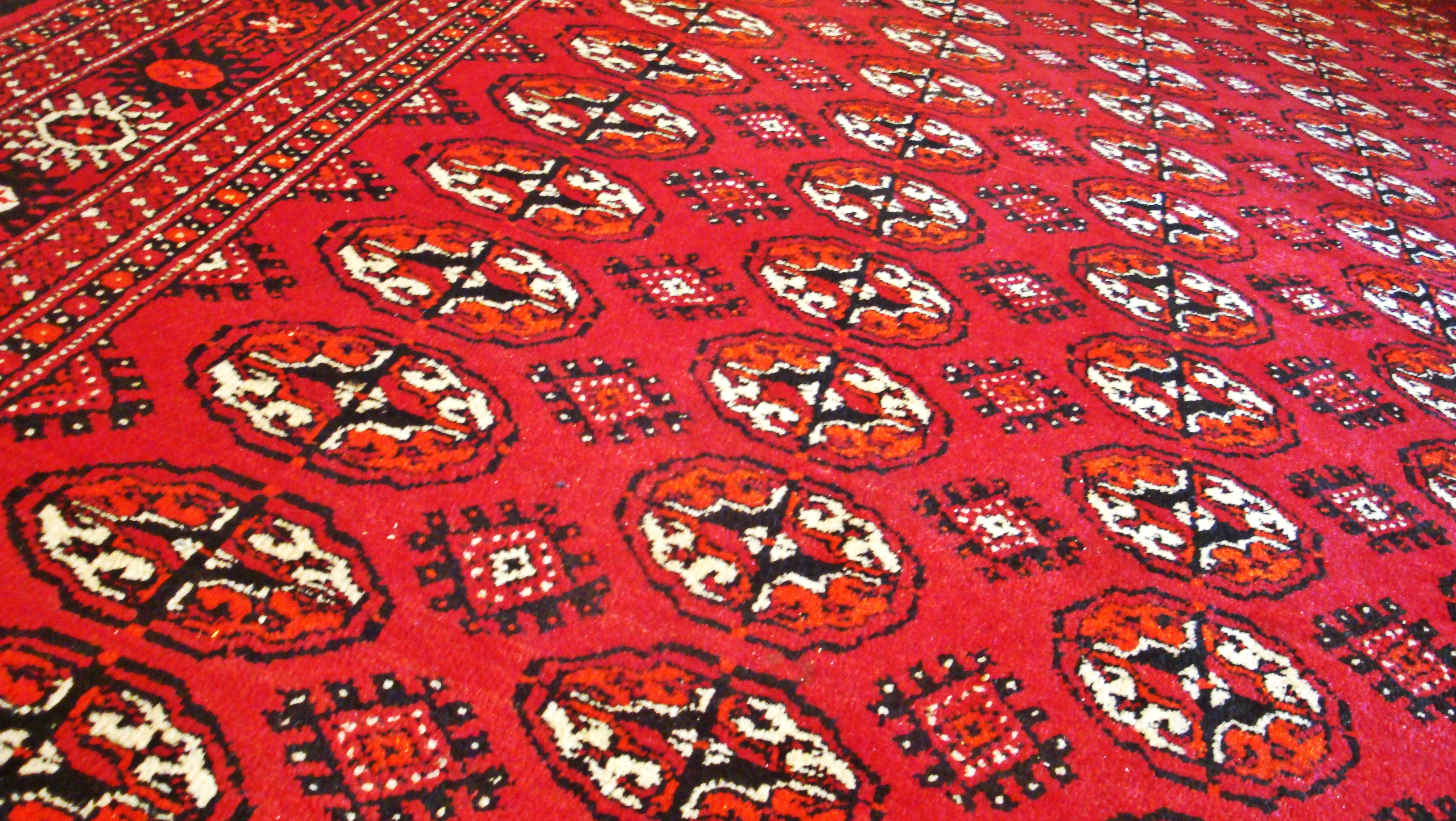
Туркменський килим племені теке

Сьогодні килимарниці визначають сприятливий день («сехетлі гун») початку ткацтва нового килиму за астрономічним календарем. Коли майстриня натягує основу килиму, їй обов’язково бажають удачі в роботі та кажуть «Ішін ілері». На це вона відповідає: «Яшин узин» (довгих років життя). У процесі ткацтва, розглядуючи килим, всі кажуть килимарниці «Армавері» (не уставай), на що вона відповідає «Бар бол» (бажаю бути здоровою). Майстриня на радостях, що закінчила кропітку роботу, пече коржики та пригощає солодощами друзів та сусідів. При зняті готового килиму, за традиціями, кожен присутній старається винести з приміщення «кужі» (ремез) від верстата, та цим зробити «согап» – благодіяння. Цим підкреслюється трудомісткість килимарства.

## «Туркменхали»

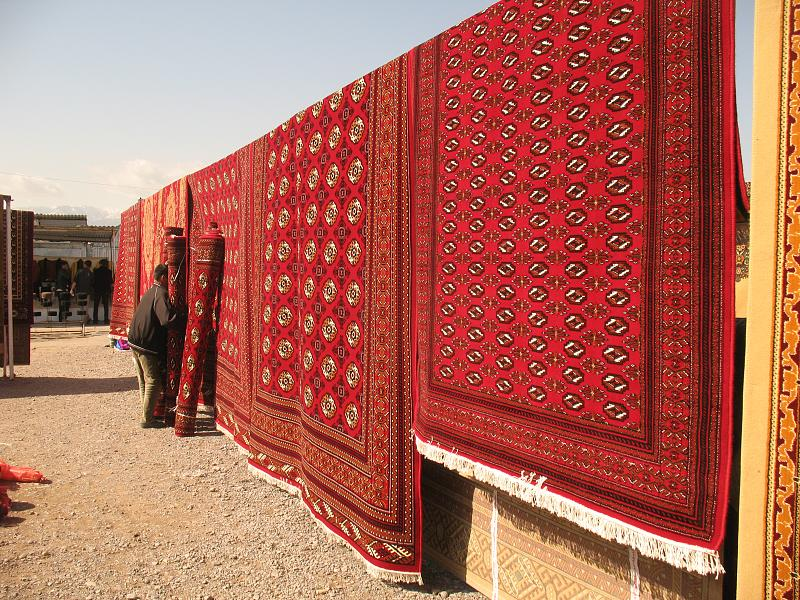
Туркменські килими на ринку

«Туркменхали» – це державна акціонерна компанія, яка є основним постачальником на світовий ринок туркменських чистошерстяних ворсових килимів ручного виготовлення з Туркменістану. Основними видами діяльності корпорації є виробництво та реалізація туркменських килимів та килимових виробів, збереження традицій ручного килимарства, відновлення старовинних килимових орнаментів та виробів.

## День туркменського килиму
У 1992 році було офіційно затверджено державне свято «День туркменського килиму» . Це свято відмічається щорічно в останню неділю травня.

## Музей туркменського килиму

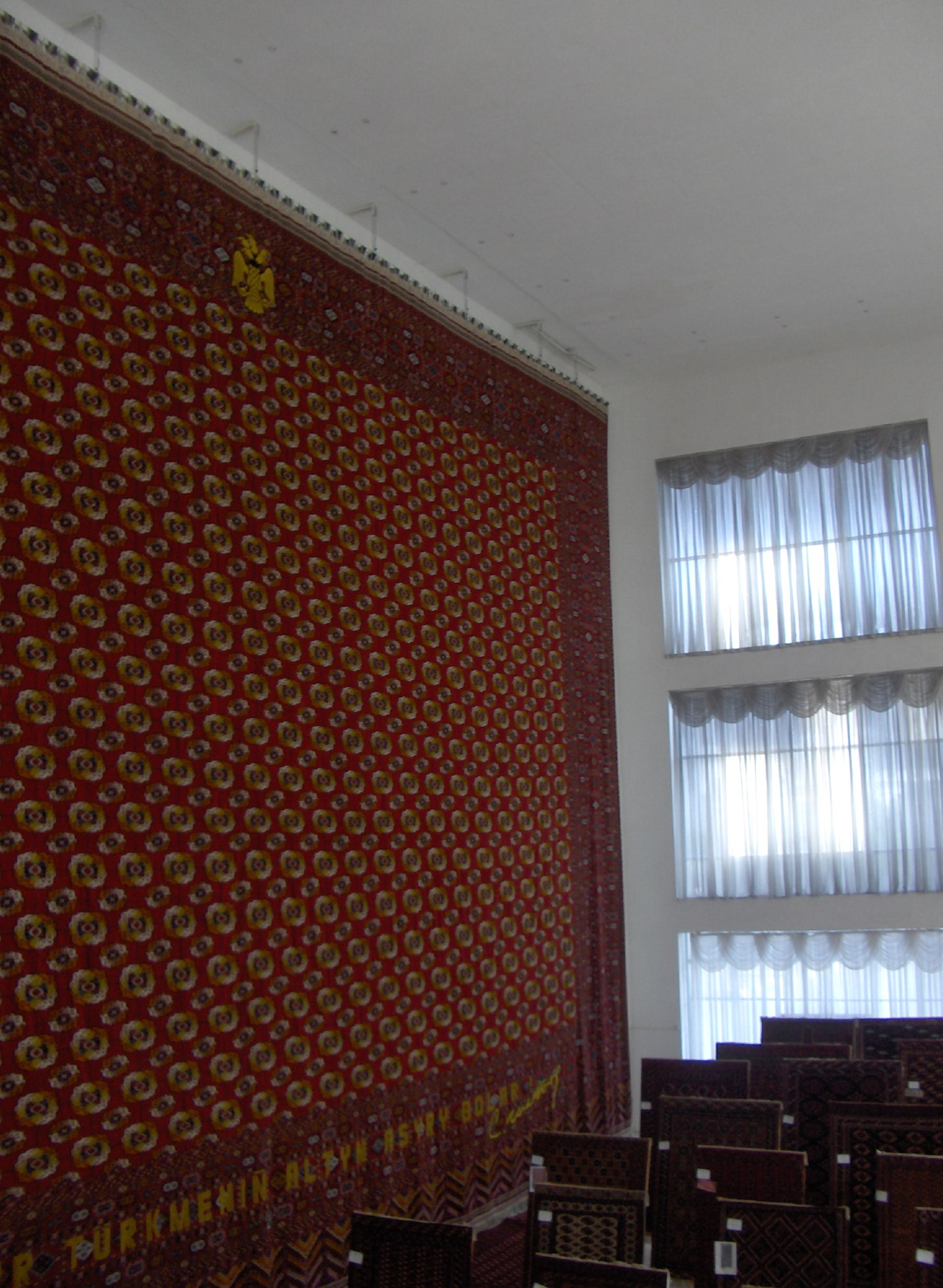
Найбільший килим у світі

З метою відродження, збереження та творчого розвитку традицій туркменського килимарства, Постановою Президента Туркменістану від 20 березня 1993 року у місті Ашхабад було створено Музей туркменського килиму. Сьогодні музей килиму є одним із культурних центрів Туркменістану, де виставлено приблизно 2000 килимових виробів, у тому числі ексклюзивних. Наприклад, у музеї є найменший килимовий виріб, який призначений для ключів. У музеї проводяться реставрації старовинних килимів, що є складним завданням – квадратний метр деяких старих екземплярів складає до 1 350 000 вузлів. Фонд музею постійно поповнюється, його співробітники ведуть пошук та збір старих килимів. Нова будівля Національного музею туркменського килиму займає площу 5089 кв.м. У стінах музею проходять міжнародні наукові форуми та конференції.

## Туркменські килими в музеях світу
Старовинні зразки туркменських килимів зберігаються у музеях, виставкових залах та галереях Великої Британії, ФРН, Франції, Італії, Єгипту, Іспанії, Австрії, Швейцарії, США, Ірану, Туреччини та ін. країн.

## Прапор та герб Туркменістану
На вертикальній смужці туркменського прапору розміщені п'ять гелів знаменитих туркменських килимів. Ці фігури розташовуються в рядок, складаючи візерунок. Другорядні фігури мають розташування по краям. Гелі відображають національну єдність Туркменістану.
На круговій смужці червоного круга Державного герба Туркменістану відображені за часовою стрілою п'ять основних килимових гелів: ахалтеке, салир, ерсари, човдур, йомут, які символізують дружбу та згуртованість туркменського народу.
|                      |                    |                                |                                | |
| Прапор Туркменістану | Герб Туркменістану | Герб Туркменістану (1992—2000) | Герб Туркменістану (2000—2003) | Герб Туркменістану як республіки СРСР (1937-1991) та після проголошення незалежності Туркменістану (1991-1992) |

## Відомі особистості на туркменських килимах

Відомі особистості
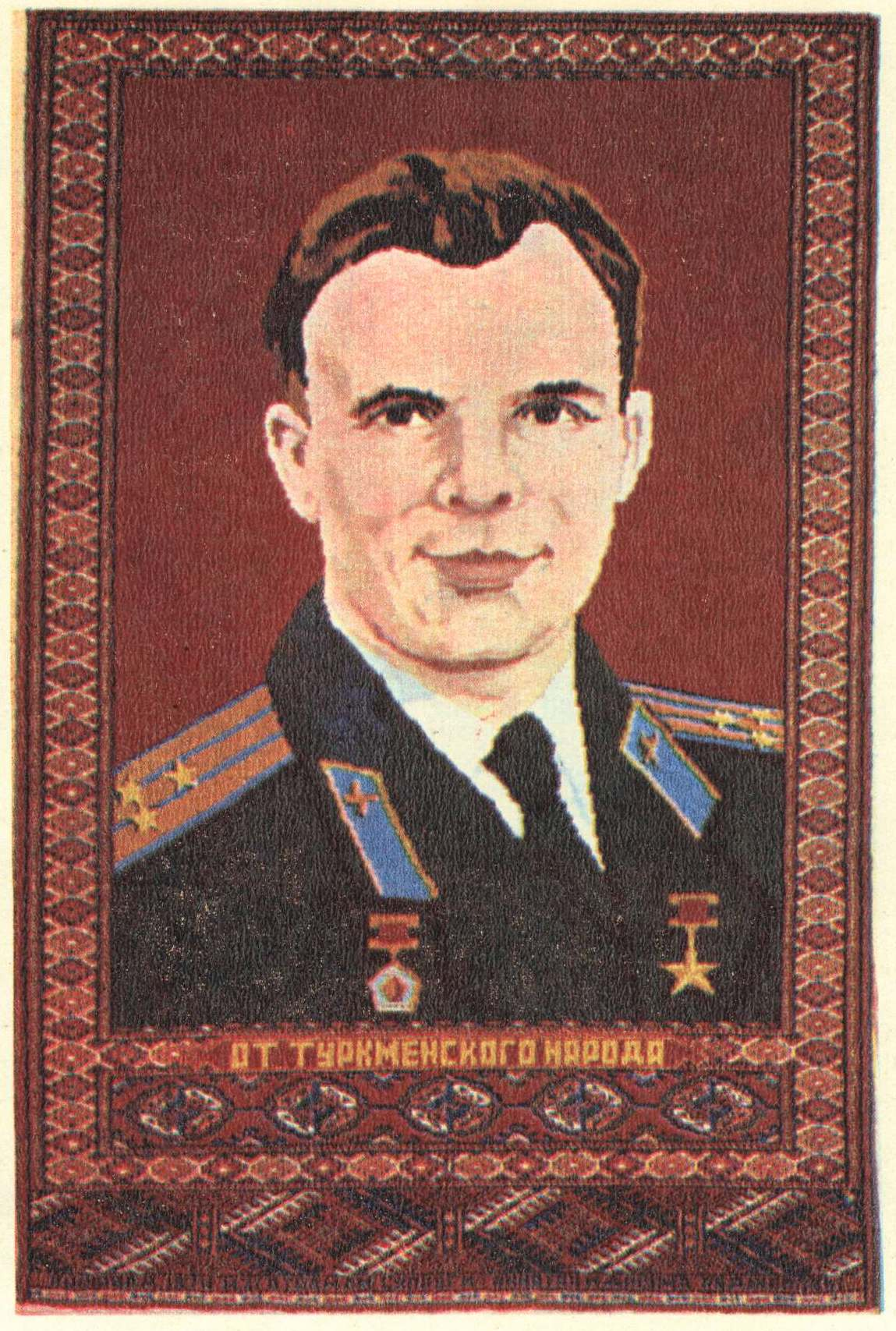
Килим із зображенням космонавта Юрія Гагаріна
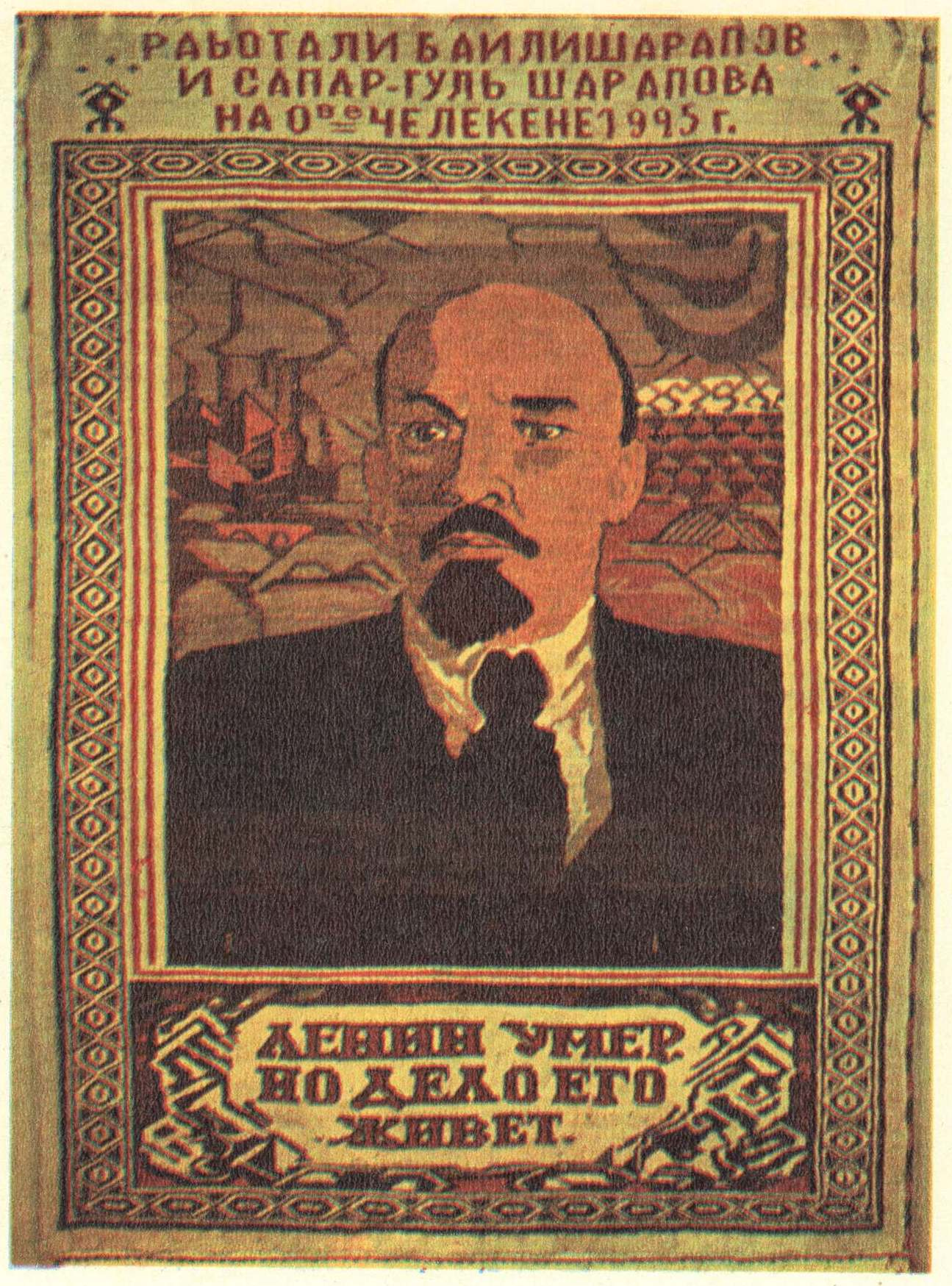
Туркменський килим-портрет Володимира Леніна, 1925 рік.